# Leptocentrus leucaspis
Leptocentrus leucaspis är en insektsart som upptäcktes av Walker 1858. Leptocentrus leucaspis ingår i släktet Leptocentrus, och familjen hornstritar. Inga underarter finns listade.